# Biserica „Ioan Botezătorul” din Cornești
Biserica „Ioan Botezătorul” este o biserică amplasată în Cornești, raionul Ungheni, Republica Moldova. Este un monument arhitectural de importanță națională inclus în Registrul monumentelor Republicii Moldova ocrotite de stat cu nr. 1581 (raionul Ungheni). Datează din 1866.